# Sedlo
Sedlo (in italiano in passato Sèdula; in friulano Sedule) è un centro abitato della Slovenia, frazione del comune di Caporetto.

La località si trova a 12,6 kilometri ad ovest del capoluogo comunale e a 7,7 kilometri dal confine italiano, nell'alta valle del Natisone.

## Storia
Dopo la caduta dell'Impero romano d'Occidente, e la parentesi del Regno ostrogoto, a seguito della Guerra gotica (553) promossa dall'imperatore Giustiniano I il suo territorio entrò a far parte dei domini bizantini.

Dopo la calata, nel 568, attraverso la Valle del Vipacco nell'Italia settentrionale dei Longobardi, seguiti poi da popolazioni slave, entrò a far parte del Ducato del Friuli.
In seguito alla caduta del regno longobardo e alla sua inclusione nei domini Franchi da parte di Carlo Magno, nel 781 entrò nel Regnum Italiae affidato da Carlo al figlio Pipino; nell'803 venne istituita la Marchia Austriae et Italiae che comprendeva il Friuli, la Carinzia, la Carniola e l'Istria. Alla morte di Pipino nell'810, il territorio passò in mano al figlio Bernardo.

Con la morte di Carlo Magno nell'814, la carica imperiale passò a Ludovico I che affidò il Regno d'Italia al suo primogenito Lotario, il quale già nell'828 (dopo aver deposto Baldrico per non aver saputo difendere le frontiere orientali dagli Slavi) divise la parte orientale del Regno, ossia la Marca Orientale (o del Friuli), in quattro contee: Verona, Friuli, Carniola e Istria (comprendente il Carso e parte della Carniola interna).
In seguito al Trattato di Verdun, nell'843, il suo territorio entrò a far parte della Lotaringia in mano a Lotario I e più specificatamente dall'846 della Marca del Friuli divenuta nel 951 Marca di Verona e Friuli.
Nel 952 l'imperatore Ottone I obbligò il re d'Italia Berengario II a rinunciare alle contee “Friuli et Istria”, unendole al Impero romano-germanico e subordinandole al ducato di Baviera tenuto dal suo fratellastro Enrico I a cui successe il figlio Enrico II. Nel 976 passò al Ducato di Carinzia appena costituito dall'imperatore Ottone II.
Dal 1027 il suo territorio fece parte del Patriarcato di Aquileia, che da quell'anno venne proclamato da Corrado II, nella dieta di Verona, “feudo immediato dell'impero” , venendo così tolto dalla dipendenza dei duchi di Carinzia; nel 1077 il Patriarcato venne innalzato (e costituito dall'imperatore Enrico IV) a Principato ecclesiastico di Aquileia, che ebbe influenza, mediante apposito diploma emesso lo stesso anno dall'imperatore, anche sulla marca di Carniola e sulla contea dell'Istria.

Il suo territorio in particolare fece parte della Gastaldia di Tolmino.
Nel 1379 il patriarca Marquardo di Randeck affittò il castello di Tolmino con tutti i redditi e proventi della contrada, con i diritti annessi e con la Gastaldia al Capitolo di Cividale.
Con la caduta del Patriarcato di Aquileia, la Gastaldia di Tolmino passò nel 1420 (formalmente nel 1445) sotto il dominio della Repubblica di Venezia.
A seguito del Trattato di Noyon (1516) la Serenissima perse l'alta valle del fiume Isonzo e quindi la Gastaldia di Tolmino, a favore della Contea di Gorizia e Gradisca che già dal 1500 era sotto dominio asburgico; fu così che Sedula rimase sotto dominio asburgico al confine con i domini veneziani.
Dopo il Trattato di Campoformido e al successivo Trattato di Lunéville, rimase alla Monarchia asburgica.

Con la Convenzione di Fontainebleau del 1807 passò al Regno d'Italia napoleonico. Il seguente trattato di Schönbrunn (1809) confermò poi tale assegnazione (fu frazione del comune di Bergogna) fino al 1814.
Col Congresso di Vienna nel 1815 rientrò in mano austriaca nella ricostituita Contea di Gorizia e Gradisca (a sua volta inquadrata dapprima nel Regno d'Illiria e poi dal 1849 nel Litorale austriaco) come comune autonomo comprendente le frazioni di Homec, Podbela e Stanovišče.
Dopo la prima guerra mondiale fu annesso al Regno d'Italia e venne congiunto alla Provincia di Gorizia.

In seguito all'abolizione della stessa Provincia nel 1923, il comune venne inserito nel circondario di Tolmino della provincia del Friuli ed avente le medesime frazioni del periodo asburgico, i cui toponimi in questo periodo vennero italianizzati in Homez (Homec), Podbela/S. Elena al Natisone (Podbela) e Stanovischie/Stanovischis (Stanovišče). Nel 1927 passò alla ricostituita provincia di Gorizia, e dopo pochi mesi venne soppresso e aggregato al comune di Bergogna.
Fu soggetto alla Zona d'operazioni del Litorale adriatico (OZAK) tra il Settembre 1943 e l'aprile 1945 e tra il giugno 1945 e il 1947, trovandosi a ovest della Linea Morgan, fece parte della Zona A della Venezia Giulia sotto il controllo Britannico-Americano del Governo Militare Alleato (AMG); passò poi alla Jugoslavia e quindi alla Slovenia.

## Corsi d'acqua
Torrente Bela